# Molodîliv, Colomeea
Molodîliv (în ucraineană Молодилів) este un sat în comuna Sidlîșce din raionul Colomeea, regiunea Ivano-Frankivsk, Ucraina.

## Demografie
Componența lingvistică a localității Molodîliv
     Ucraineană (99,72%)
     Alte limbi (0,28%)
Conform recensământului din 2001, majoritatea populației localității Molodîliv era vorbitoare de ucraineană (99,72%), existând în minoritate și vorbitori de alte limbi.